# ジェームズ・ダサオル
ジェームズ・ダサオル（Oyeyemi Olatokunbo James Dasaolu、1987年9月5日 ‐ ）は、イングランド・クロイドン区出身の陸上競技選手。専門は短距離走。100mで10秒の壁を破ったイギリス史上4人目の選手で、自己ベストはイギリス歴代2位の9秒91。室内60mの自己ベストはイギリス歴代3位タイの6秒47。ナイジェリア系イギリス人。

## 経歴

### 2008年
6月のイングランドU23選手権男子100mを10秒40（-0.4）で制し、7月には英国選手権男子100mに初出場を果たした（結果は準決勝敗退）。

### 2009年
6月に100mで10秒09（+0.9）をマークして将来を嘱望された。

### 2010年
6月の英国選手権男子100mで決勝に進出するも、ドウェイン・チェンバース（10秒14）に次ぐ10秒23（-0.6）の2位で優勝は逃した。7月にヨーロッパ選手権男子100mに出場してシニアのイギリス代表デビューを果たすと、予選を突破してセミファイナリストになった。

### 2011年
5月に100mで10秒11（+1.1）をマークするも、ハムストリングの負傷でシーズンを棒に振り、大邱世界選手権の出場を逃した。

### 2012年
6月の英国選手権男子100m決勝でドウェイン・チェンバース（10秒25）、アダム・ジェミリ（10秒29）に次ぐ10秒31（-0.1）の3位に入った。8月にロンドンオリンピック男子100mに出場して世界大会デビューを果たすと、予選を10秒13（+0.4）で突破して初出場ながらセミファイナリストになったが、準決勝は10秒18（+0.7）の組7着で敗退した。

### 2013年
2月の英国室内選手権男子60m決勝を6秒58の自己ベスト（当時）で制し、初優勝を達成。イギリスチャンピオンとして臨んだ3月のヨーロッパ室内選手権男子60m決勝では6秒48の自己ベスト（当時）をマークするも、ジミー・ヴィコに同タイム着差ありで敗れて銀メダルに終わった。7月の英国選手権男子100m準決勝ではイギリス史上4人目の9秒台およびイギリス歴代2位の記録となる9秒91（+1.1）をマークした（決勝は痙攣のため棄権）。初出場となった8月のモスクワ世界選手権では男子100m準決勝で自身2度目の9秒台となる9秒97（+0.4）をマークして2組3着に入り、着順では突破できなかったもののタイムで拾われて自身初の世界大会ファイナリストになったが、決勝は10秒21（-0.3）の8位に終わった。

### 2014年
2月の英国室内選手権男子60m決勝を6秒50で制し2連覇を達成。1週間後のバーミンガム室内グランプリ男子60m予選では6秒47の自己ベストおよび今季世界最高をマークしたが、決勝は6秒50で制したもののハムストリングを負傷。そのため今季世界最高記録保持者ながら3月のソポト世界室内選手権男子60mは欠場することになり、5月の世界リレーも欠場となった。8月のヨーロッパ選手権では男子100m決勝を10秒06（-0.4）で制し、3連覇がかかっていたクリストフ・ルメートルらを破って主要国際大会で初のタイトルを獲得した。9月のコンチネンタルカップの100mにはヨーロッパ代表として出場すると10秒03（-0.1）をマークし、マイク・ロジャースやフェミ・オグノデ（ともに10秒04）を破って優勝した。

### 2015年
7月の英国選手権男子100mに出場すると、決勝でチジンドゥ・ウジャー（10秒10）に次ぐ10秒24（-0.6）の2位に入った。8月の北京世界選手権男子100mには2大会連続の出場を果たすも、予選で10秒13（+0.3）の組4着に終わり、0秒01差で準決勝進出を逃した。

### 2016年
2月の英国室内選手権男子60m決勝を6秒53で制し、3度目の優勝を達成。3月のポートランド世界室内選手権男子60mでは予選を突破するも、準決勝でフライングを犯し失格に終わった。6月には英国選手権男子100m決勝を9秒93（+3.0）で制し、100mで初の英国チャンピオンに輝いた。7月のヨーロッパ選手権では男子4×100mリレーに出場し、1走を務めて金メダル獲得に貢献した（優勝タイムは38秒17）。8月のリオデジャネイロオリンピック男子100mでは予選をタイムで拾われる形ながら10秒18（-0.4）で突破し、2大会連続でセミファイナリストとなった。

### 2017年
7月の英国選手権男子100m決勝は10秒11（0.0）の2位に終わり、0秒02差で2連覇を逃した。

## 人物・エピソード
- イギリス生まれイギリス育ちだが、両親はナイジェリア人でナイジェリアにルーツを持つ。2013年8月にはナイジェリアの新聞「パンチ（英語版）」の取材に対し、2016年リオデジャネイロオリンピック終了後にナイジェリア代表として活動する可能性があると語った[17]。

## 自己ベスト
記録欄の（　）内の数字は風速（m/s）で、+は追い風を意味する。
| 種目 | 記録         | 年月日        | 場所         | 備考                    |
| 屋外 | 屋外         | 屋外          | 屋外         | 屋外                    |
| ---- | ------------ | ------------- | ------------ | ----------------------- |
| 100m | 9秒91 (+1.1) | 2013年7月13日 | バーミンガム | イギリス歴代2位         |
| 室内 |              |               |              |                         |
| 60m  | 6秒47        | 2014年2月15日 | バーミンガム | 室内イギリス歴代3位タイ |

## 主要大会成績
| 年   | 大会                      | 場所             | 種目    | 結果         | 記録          | 備考                  |
| ---- | ------------------------- | ---------------- | ------- | ------------ | ------------- | --------------------- |
| 2010 | ヨーロッパ選手権          | バルセロナ       | 100m    | 準決勝3組3着 | 10秒31 (-1.0) |                       |
| 2012 | オリンピック              | ロンドン         | 100m    | 準決勝1組7着 | 10秒18 (+0.7) |                       |
| 2013 | ヨーロッパ室内選手権 (en) | ヨーテボリ       | 60m     | 2位          | 6秒48         | 1位と同タイム着差あり |
| 2013 | 世界選手権                | モスクワ         | 100m    | 8位          | 10秒21 (-0.3) |                       |
| 2014 | ヨーロッパ選手権          | チューリッヒ     | 100m    | 優勝         | 10秒06 (-0.4) |                       |
| 2014 | コンチネンタルカップ (en) | マラケシュ       | 100m    | 優勝         | 10秒03 (-0.1) | ヨーロッパ代表        |
| 2015 | 世界選手権                | 北京             | 100m    | 予選5組4着   | 10秒13 (+0.3) |                       |
| 2016 | 世界室内選手権            | ポートランド     | 60m     | 準決勝失格   | DQ            | フライング            |
| 2016 | ヨーロッパ選手権          | アムステルダム   | 4x100mR | 優勝         | 38秒17 (1走)  |                       |
| 2016 | オリンピック              | リオデジャネイロ | 100m    | 準決勝3組6着 | 10秒16 (0.0)  |                       |
| 2017 | 世界選手権                | ロンドン         | 100m    | 準決勝1組5着 | 10秒22 (-0.5) |                       |

### 英国選手権
優勝した英国選手権 (en) （室内を含む）を記載
| 年   | 大会           | 場所           | 種目 | 記録         | 備考 |
| ---- | -------------- | -------------- | ---- | ------------ | ---- |
| 2013 | 英国室内選手権 | シェフィールド | 60m  | 6秒58        |      |
| 2014 | 英国室内選手権 | シェフィールド | 60m  | 6秒50        |      |
| 2016 | 英国室内選手権 | シェフィールド | 60m  | 6秒53        |      |
| 2016 | 英国選手権     | バーミンガム   | 100m | 9秒93 (+3.0) |      |